# Баптист (телесеріал)
Баптист (англ. Baptiste) — британський драматичний телесеріал, спін-оф серіалу «Зниклий безвісти», зфільмований телекомпанією «Two Brothers Pictures» у 2019 році. Роль французького детектива Жюльєна Баптиста зіграв Чекі Каріо. Телесеріал вийшов на каналі «BBC One» 17 лютого 2019 року.

## Синопсис
Напередодні чемпіонату світу з футболу англійська сім'я з дитиною їде в Францію. Після матчу, який збірна Англії, вболівальники влаштовують на вулицях заворушення. Під час цього безладу сім'я загубила свою дитину. Звернення в поліцію мало допомогло, тому сім'я вирішує найняти приватного детектива. Ним стає французький детектив Жюльєн Баптист, який нині мешкає у Амстердамі.

## У ролях
- Чеки Каріо — французький детектив Жюльєн Баптист
- Том Голландер — Едвард Страттон
- Клер Келбрайт[en] — Клер
- Таліса Ґарсія — Кім Воґель
- Тристан Ґравель[en] — Ґреґ
- Анастасія Гілле[en] — Селія Батіст
- Анна Прухняк[pl] — Наталі Роуз
- Алек Секереану[en] — Константин
- Ніколас Вудесон[en] — Пітер
- Борис Ван Северен[nl] — Нільс Горшнер
- Барбара Сарафян — Марта Горшнер
- Джессіка Рейн — Женев'єва
- Захарі Бахаров[en] — Ніколай
- Деян Бучін[de] — Тома
- Марта Канґа Антоніо — Ліна

## Список епізодів
| № серії | Назва серії   | Режисер(и)        | Сценарист(и)                  | Оригінальна дата показу | Глядачів U.K (млн) |
| ------- | ------------- | ----------------- | ----------------------------- | ----------------------- | ------------------ |
| 1       | «Оболонка»    | Боркур Сіґторссон | Гаррі Вільямс та Джек Вільямс | 17 лютого 2019          | 9.17 млн.          |
| 2       | «Міра людини» | Боркур Сіґторссон | Гаррі Вільямс та Джек Вільямс | 24 лютого 2019          | 7.98 млн.          |
| 3       | «За кров»     | Боркур Сіґторссон | Гаррі Вільямс та Джек Вільямс | 3 березня 2019          | 7.86 млн.          |
| 4       | «Довіра»      | Ян Матіс          | Гаррі Вільямс та Джек Вільямс | 10 березня 2019         | 7.55 млн.          |
| 5       | «Люсі»        | Ян Матіс          | Гаррі Вільямс та Джек Вільямс | 17 березня 2019         | 7.36 млн.          |
| 6       | «У пісок»     | Ян Матіс          | Гаррі Вільямс та Джек Вільямс | 24 березня 2019         | 7.18 млн.          |

## Виробництво
У квітні 2018 року «BBC» заявило, що починає виробництво спін-оф серіалу «Зниклий безвісти», який буде випущений у 2019 році.
Хоча більшість подій у телесеріалі відбувається в Амстердамі (Нідерланди), значна частина сцен була зфільмована у Антверпені та Ґенті (Бельгія). Також кілька сцен були відзняті в графстві Кент, містах Рамсґейт, Кінґсдавн та Сендвіч.